# Бука и Бяка
Бука и Бяка (англ. Woozle and Wizzle) — персонажи историй о Винни-Пухе. Это «виртуальные» персонажи, которые упоминаются в тексте, но не участвуют в сюжете как действующие лица.
В третьей главе «Винни-Пуха» главный герой и его друг Пятачок находят цепочку следов, которая ведёт вокруг небольшой рощи. Отправившись по ней, герои замечают, что следы умножаются, и придумывают их обладателей — Буку и Бяку. В конце главы выясняется, что первые следы принадлежали Винни-Пуху, а вторые — Пятачку.
В девятой главе той же книги дикие Буки снятся Винни-Пуху во сне про Восточный полюс, где выщипывают с его лап шерсть для своих гнёзд.
Слова Woozle и Wizzle демонстрируют характерную для А. А. Милна «семантическую глубину»: помимо очевидных ассоциаций с puzzle и weasel, они вызывают в памяти англоязычного читателя слова «bamboozle (обманывать, мистифицировать); waddle (ходить, переваливаясь); waul (кричать, мяукать); whale (нечто огромное, колоссальное); wheeze (тяжелое дыхание, хрип); whelp (детеныш, отродье); whezz (свист, жужжание); wild (дикий, буйный, необузданный); wolf (волк); wool (шерсть). В результате, если суммировать эти семантические составляющие, получится следующее: „нечто загадочное, обманчивое, ходящее вразвалочку, с тяжелым дыханием; огромное, кричащее или мяукающее; покрытое шерстью; дикое; может быть, детеныш волка или ласки“».
Для усиления комического эффекта Милн вводит ещё одного «виртуального» персонажа — дедушку Пятачка. При этом возникает ситуация перевёртыша: герои довольно чётко представляют себе неизвестных читателю Бяку и Буку, но теряются в догадках о возможном облике дедушек.
Милновский неологизм Woozle и сюжет охоты на Буку прочно вошли в английскую речь. В социологии известен «эффект Буки». В русской речи Бяка и Бука проникли даже в политическую риторику, где их имена используются для высмеивания оппонентов.
Бяки и Слонопотамы появляются в мультфильме «Приключения Винни», где Бяки изображены как ласки. В переводе на русский их называют ужастры.